# Dominic DeNucci
Dominic DeNucci, pseudonimo di Domenico Nucciarone (Frosolone, 23 gennaio 1932 – McCandless, 12 agosto 2021), è stato un wrestler italiano naturalizzato statunitense.
È stato anche un allenatore di wrestling ed ha allenato talenti come Mick Foley e Shane Douglas.

## Carriera

### Inizi (1958–1964)
Debuttò come wrestler professionista nel 1958 a Montréal, con il ring name Masked Marvel. Nel 1959 cminciò a lottare in coppia con l'originale Dino Bravo utilizzando il nome Dominic Bravo, interpretando il ruolo di suo "fratello" (kayfabe), in Canada. Il tag team lottò anche nella zona di Cleveland e Buffalo. A partire dal 1962 lottarono nella Stampede Wrestling. DeNucci mantenne il cognome Bravo fino a quando lasciò la compagnia nel 1963. Nella metà del 1963 lottò come Don DeNucci a San Francisco.

### World Championship Wrestling (Australia) (1964–1966, 1968, 1970)
Nel 1964 DeNucci fece il suo debutto in Australia nella World Championship Wrestling. Ebbe un feud con Killer Kowalski. Il 7 novembre 1964 sconfisse Kowalski vincendo l'IWA World Heavyweight Championship a Melbourne. Cedette poi il titolo a Ray Stevens il 9 gennaio 1965. Un mese dopo lo riconquistò nel rematch. Il 10 marzo lo perse nuovamente contro Stevens. Proseguendo la rivalità con Kowalski, il 12 febbraio 1966 vinse il titolo per la terza volta sconfiggendolo. Rimase campione per 111 giorni fino a quando venne sconfitto da Toru Tanaka il 3 giugno a Sydney. Successivamente, insieme a Kowalski e all'amico italiano Bruno Sammartino ebbe un feud con Toru Tanaka & Mitsu Arakawa.
Il 1º luglio 1966, insieme a Mark Lewin, sconfisse Larry Hennig & Harley Race conquistando l'IWA World Tag Team Championship. Furono poi sconfitti da Skull Murphy & Brute Bernard il 15 luglio. Quindi DeNucci tornò in Nord America. Nel maggio 1968 tornò e fece coppia con Antonio Pugliese per sconfiggere Skull Murphy & Killer Karl Kox per il titolo IWA World Tag Team. Cedettero poi le cinture a Killer Kowalski & Bill Miller. In seguito, con il nuovo partner Mario Milano, sconfisse Kowalski & Miller riconquistando le cinture, per poi perderle contro Mikel Scicluna & Ciclón Negro. Nel 1970 fu la volta di un feud con King Curtis Iaukea. Il 16 gennaio vinse il terzo ed ultimo IWA World Heavyweight Championship sconfiggendo Iaukea. Il 25 marzo fu sconfitto da Iaukea.

### Giappone (1971, 1972, 1979–1981)
Nel 1971 andò in Giappone per la prima volta per lottare nella Japan Pro Wrestling Alliance. Nel 1972 lavorò per la All Japan Pro Wrestling di Giant Baba come "Don Denucci". Perse qualche match con Baba. Nel 1979 tornò ed ebbe feud con Dick Beyer, Jumbo Tsuruta, Kim Duk e Great Kojika. Nel 1981 lasciò la promozione.

### World Wide Wrestling Federation (1967–1982)
Il 18 giugno 1971 DeNucci vinse il suo primo titolo in World Wide Wrestling Federation. Si trattava del WWWF International Tag Team Championship, vinto insieme a Bruno Sammartino battendo i Mongols. Li persero dopo appena tre giorni contro i Mongols stessi. Vinse anche i WWWF World Tag Team Championship con Dino Bravo sconfiggendo Mr. Fuji e Professor Tanaka il 14 marzo 1978. Li persero contro gli Yukon Lumberjacks il 26 giugno dello stesso anno. DeNucci ha lottato anche nelle federazioni di Detroit ed era molto famoso nel Michigan e nell'Ohio all'inizio degli anni '70.

## Allenatore
Al termine della sua carriera come lottatore, si occupò dell'addestramento ed allenamento di vari wrestler, tra i quali Moondog Spot, Mick Foley, Shane Douglas, Preston Steele e Brian Hildebrand.

## Vita privata e morte
DeNucci era di fede cattolica e parlava almeno quattro lingue: Inglese, francese, spagnolo e italiano. Nel giugno 2020, Dominic ebbe problemi cardiaci e fu ricoverato in ospedale.
DeNucci morì il 12 agosto 2021 presso l'UPMC Passavant Hospital di McCandless Township, in Pennsylvania, all'età di 89 anni.

## Titoli e riconoscimenti
American Wrestling Alliance

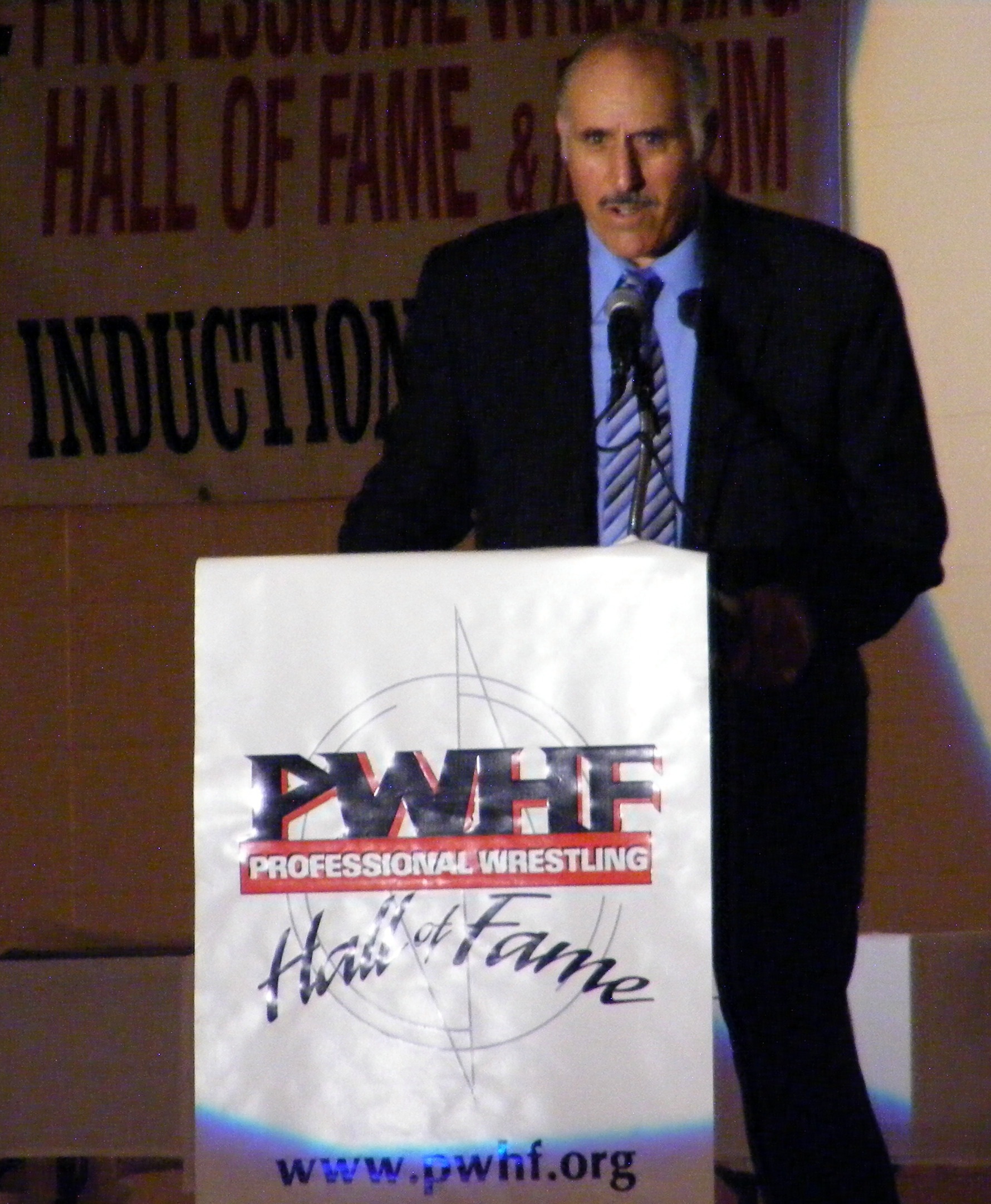
DeNucci parla alla cerimonia della Professional Wrestling Hall of Fame nel 2012

- AWA United States Heavyweight Championship (1)

Championship Wrestling from Florida
- NWA Florida Tag Team Championship (1) - con Tony Parisi

Lutte Internationale
- Canadian International Tag Team Championship (1) - con Nick DeCarlo primi campioni

NWA All-Star Wrestling
- NWA Canadian Tag Team Championship (Vancouver version) (1) - con Don Leo Jonathan
- NWA World Tag Team Championship (Vancouver version) (1) - con Don Leo Jonathan

National Wrestling Federation
- NWF Heavyweight Championship (1)
- NWF North American Heavyweight Championship (1)
- NWF World Tag Team Championship (1) - con Tony Parisi

Professional Wrestling Hall of Fame and Museum
- (Classe del 2012) - TV Era

World Championship Wrestling (Australia)
- IWA World Heavyweight Championship (3)
- IWA World Tag Team Championship (3) - 1 con Mark Lewin, 1 con Antonio Pugliese e 1 con Mario Milano

World Wrestling Association (Indianapolis)
- WWA World Tag Team Championship (1) - con Wilbur Snyder)

World Wide Wrestling Federation
- WWWF International Tag Team Championship (1) - con Bruno Sammartino
- WWWF World Tag Team Championship (2) - 1 con Victor Rivera - 1 con Dino Bravo